# Генденштейн Лев Елєвич
Лев Елєвич Генденштейн (нар. 24 червня 1946, Харків ) — радянський та український фізик-теоретик і популяризатор наукових знань, кандидат фізико-математичних наук, співавтор шкільних підручників з фізики.

## Біографічна довідка
У 1968 — закінчив Харківський державний університет.
Науковий співробітник Лабораторії дидактики фізики Інституту змісту та методів навчання Російської академії освіти.
Автор понад 30 книг, в тому числі підручників з фізики для шкіл.

—– Лев Елєвіч пояснює матеріал так, що відразу все розумієш, - каже тагільчанін Георгій Ібрагімов. - Він змінив моє ставлення до вирішення завдань, підказав нові методи. Тепер я знаю, що від питання «Чому?» треба переходити до питання «Як?» - тоді набагато простіше отримати правильну відповідь.

## Напрямок досліджень і наукові досягнення
Основний напрямок досліджень в даний час — діяльнісний підхід при навчанні фізиці (в зв'язку з цим розробив «Метод ключових ситуацій» для навчання фізики з акцентом на навчання вирішення задач).
В галузі теоретичної фізики винайшов новий метод знаходження точних рішень основного рівняння квантової механіки — рівняння Шредінгера та відкрив нові види точно розв'язуваних задач (названі в науковій літературі «потенціалами Генденштейна»).
Написаний ним, у співавторстві з І. В. Криве, огляд «Суперсиметрія в квантовій механіці» ( Дивись - Вікіпедія: Рівні Ландау / Тривимірний випадок ), є одним з найбільш відомих введень у суперсиметрію.

## Сім'я
- Дружина Мадишева Таіса Петрівна (1945-2024) — співачка, кандидат мистецтвознавства, професор.

### Наукові праці
- Генденштейн Л. Э., Кайдалов А. Б., Чернавский Д. С. Структура полюса Померанчука и инклюзивные спектры [Архівовано 10 серпня 2014 у Wayback Machine.], Письма в ЖЭТФ, т. 19, вып. 1, 1974, стр. 61-65
- Генденштейн Л. Э. Быстрый скейлинг в мультипериферической модели [Архівовано 10 серпня 2014 у Wayback Machine.], Письма в ЖЭТФ, т. 19, вып. 2, 1974, стр. 139-142
- Генденштейн Л. Э. О новых типах аддитивных топологических законов сохранения для многомерных солитонов [Архівовано 8 серпня 2014 у Wayback Machine.], Письма в ЖЭТФ, т. 26, вып. 2, 1977, стр. 99-102
- Генденштейн, Л.Э. Нахождение точных спектров уравнения Шредингера с помощью суперсимметрии [Архівовано 6 березня 2017 у Wayback Machine.] / Л.Э.Генденштейн // Письма в ЖЭТФ - 1983. - Т. 38, в. 6. - С.299-302.
- Генденштейн Л. Э. Суперсимметрия в задаче об электроне в неоднородном магнитном поле [Архівовано 8 серпня 2014 у Wayback Machine.], Письма в ЖЭТФ, т. 39, вып. 5, 1984, стр. 234-236
- Генденштейн Л. Э., Криве И. В. Суперсимметрия в квантовой механике // УФН. 1985. Т. 146, Вып. 4.[2]

### Підручники для шкіл
1. Физика: Учебники для 7-11 классов. Издательство "Гимназия", Харьков, 2007-2011 (в соавторстве с И.М.Гельфгатом, И.Ю.Ненашевым, Е.Н.Евлаховой, Н.А.Бондаренко)
2. Физика: Учебники для 7-11 классов. Издательство "Мнемозина", Москва, 2008-2014 (в соавторстве с А.Б.Кайдаловым, Ю.И.Диком)
3. Наглядный справочник по геометрии : Для 7-11 кл. / Л. Э. Генденштейн, А. П. Ершова. —– М. : Издат-Шк., 1997. —– 96 с. —– 500000 экз. —– ISBN 5-89287-012-X.
4. Наглядный справочник по алгебре и началам анализа с примерами : Для 7-11 кл. / Л. Э. Генденштейн, А. П. Ершова, А. С. Ершова. —– 2-е изд., перераб. —– М. : Илекса ; Харьков : Гимназия, 1999. —– 96 с. : ил. ; 22 . —– 30000 экз. —– ISBN 5-89237-011-9.
5. Наглядный справочник по математике с примерами: Для абитуриентов, школьников, учителей / Л. Э. Генденштейн, А. П. Ершова, А. С. Ершова. —– М. : Илекса, 2004. —– 191 с. —– (Для школьников и абитуриентов). —– 20000 экз. —– ISBN 5-89237-108-5.
6. Арифметические игры для детей 6-7 лет / Лев Генденштейн и Елена Мадышева. —– М. : Илекса ; Харьков : Гимназия, 1998. —– 143 с. —– (Энциклопедия развивающих игр). 30000 экз. —– ISBN 5-89237-020-8.
7. 1001 задача по физике с ответами, указаниями, решениями / И. М. Гельфгат, Л. Э. Генденштейн, Л. А. Кирик. —– 5-е изд. —– М. : Илекса ; Харьков : Гимназия, 1999. —– 351 с. —– 50000 экз. —– ISBN 5-89237-033-X.
8. Физика в таблицах : Для 7-11-х кл. / И. М. Гельфгат, Л. Э. Генденштейн, Л. А. Кирик, Е. Ю. Свириновская. —– 3-е изд. —– М. ; Харьков : Илекса : Гимназия, 1998. —– 80 с. —– 220000 экз. —– ISBN 5-89237-031-3.

### Навчально-художня література
1. Алиса в Стране Математики: "Нигма", Москва, 2013
2. Про Зайку : Развитие речи. Эмоции : [1-3 года / Л. Э. Генденштейн, Л. Н. Павлова ; Худож.: И. В. Масляк]. —– М. : Карапуз, 2000. —– [66] c. —– 10000 экз. —– ISBN 5-8403-0086-1.
3. Открываем законы физики. Механика. "Мир", Москва, 1991
4. Зайка, здравствуй : [Для чтения родителями детям / Л. Генденштейн, Е. Мадышева ; Худож. И. Масляк]. —– М. : Карапуз, 2001. —– [11] с. —– (Первые шаги) (Раннее развитие. Первые шаги ; 10.02). —– 10000 экз. —– ISBN 5-8403-0409-3.
5. Киплинг, Редьярд (1865-1936). Почему пантера черная, а леопард —– пятнистый? : Развитие образного мышления : [По сказке Р. Киплинга / Пересказал Л. Э. Генденштейн ; Худож. О. Ю. Демченко]. —– М. : Карапуз, 2000. —– (Поиграем в сказку). —– 12000 экз. —– ISBN 5-8403-0116-7.